# ناحیه شاروش‌پاتاک
ناحیهٔ شاروش‌پاتاک (به مجاری: Sárospataki járás) یک ناحیه در مجارستان است که در بورشود-آبااوی-زمپلن واقع شده‌است. ناحیهٔ شاروش‌پاتاک ۴۷۷٫۶۷ کیلومتر مربع مساحت و ۲۴٬۹۴۶ نفر جمعیت دارد.